# 水木しげるロード
水木しげるロード（みずきしげるロード）とは、日本の鳥取県境港市に整備された商店街。観光対応型商店街であり、漫画家・水木しげるが描く妖怪の世界観をテーマとした観光名所として日本では広く知られている。正規の日本の妖怪像として文化的価値も認知されている。
境港駅から本町アーケードまでの全長約800メートルの間に、水木の代表作『ゲゲゲの鬼太郎』のキャラクターを中心として日本各地の妖怪たちをモチーフとした銅像など多数のオブジェが設置されており、商店街は、同じ主題、共通のコンセプトを持った上で、思い思いの販売・サービスを展開する各種店舗・施設の集合体に成長した。

## 概要
境港市が市民から親しまれるコミュニティ道路にしようと、全市一体となって整備したもので、同市出身の漫画家である水木しげるの代表作『ゲゲゲの鬼太郎』に登場する鬼太郎やねずみ男などの妖怪たちのオブジェ、絵タイル、モニュメントなどを歩道に設置して「水木しげるロード」と名付けた。JR境港駅前から延びる駅前通りは商店街となっており、歩道には100体を超す妖怪たちの銅像が設置されている。この奇抜な発想が反響をよび、マスコミなどにも取り上げられるようになってからは全国的に知られるようになり、観光スポットとして各地から多くの観光客を集めるようになった。この人気にあやかり、妖怪のオブジェのほかにも「妖怪神社」ができたり「妖怪ポスト」が設置され、さらにゲゲゲの鬼太郎のイラストの入ったラッピング列車も走るまでになり、水木しげるロードの人気を後押しした。
キャラクターを使った商店街活性化（地域おこし、まちづくり）の成功例であり、シャッター通りであった商店街の空き店舗に新規出店があるなどの好影響を生んでおり、その取り組みは商店街・地域活性化のモデルケースとして注目されている。2004年（平成16年）12月、水木しげるロードは「美しい日本の歩きたくなるみち500選」に入選。2006年（平成18年）5月には、水木しげるロード周辺商店街が「がんばる商店街77選」に入選した。さらに人気を裏付けるように2017年8月、水木しげるロードは一般社団法人アニメツーリズム協会が選定する日本国内外のアニメファンの投票を参考にした「訪れてみたい日本のアニメ聖地88（2018年版）」の1つにも選ばれている。
同商店街で行なわれるイベントも盛んで、毎年夏には、妖怪フェスティバルや鬼太郎祭、妖怪オブジェコンクールが催される。オープンと同時に運行開始されたJR境線の「鬼太郎列車」を皮切りに、これら日本妖怪および水木妖怪 のキャラクター性と水木しげるロードの知名度を活かして、多くのタイアップ事業が展開されている（後述）。また、「世界妖怪会議」「妖怪そっくりさんコンテスト」など、多くの妖怪関連イベントが開催されている。
2017年から実施された大規模なリニューアル工事は2018年7月に完成し、歩道の拡張、夜間照明の新設、銅像の再配置などが行われた。

## 歴史

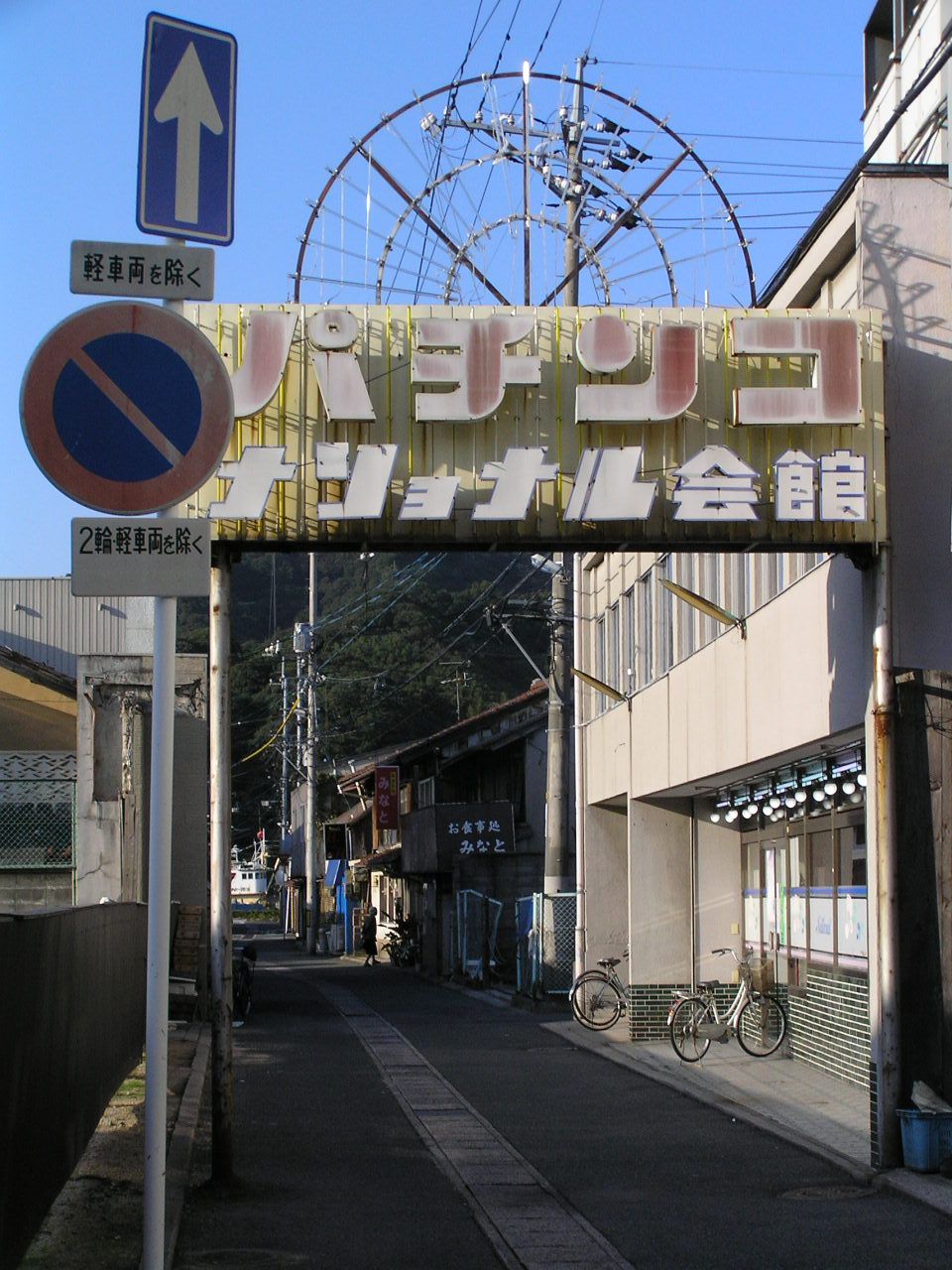
水木しげるロードが整備される以前の、境港の街並み

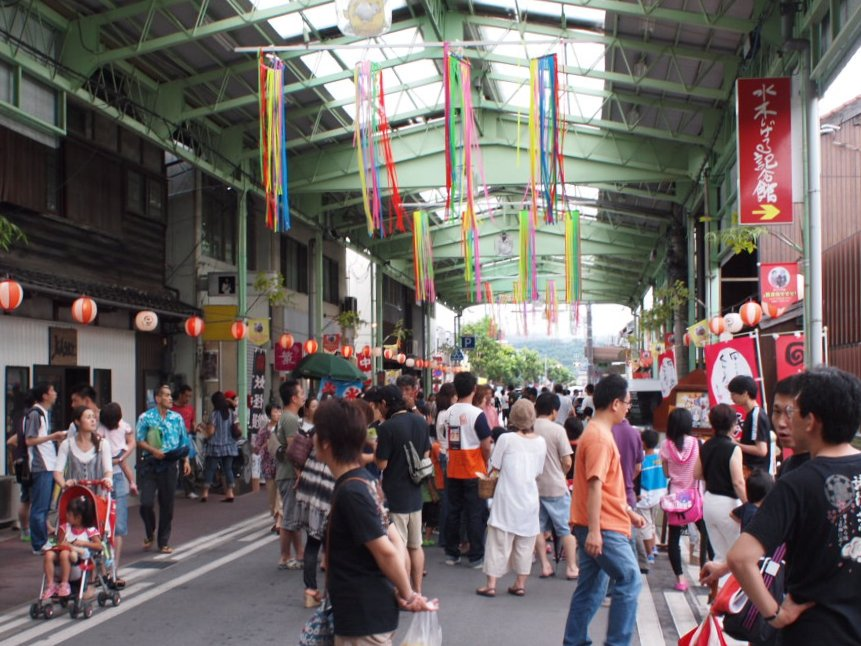
本町アーケード内「水木しげる記念館」前の賑わい。2009年8月撮影

境港市は日本有数の漁業によって成り立つ地域であり、それにともなって商店街も発展していった。しかし、1970年代に到来したモータリゼーションによる交通の変化や、1974年（昭和49年）以降の大規模小売店の進出（cf. 大規模小売店舗法）などに押されて衰退し、空き店舗の増加（シャッター通り）など、商業の空洞化が起きていた。
境港市は1989年（平成元年）に各界の著名人の提言を受け、「緑と文化のまちづくり」の一環として商店街に境港市出身の漫画家・水木しげるの代表作である『ゲゲゲの鬼太郎』『悪魔くん』『河童の三平』に登場する妖怪をモチーフにした銅像（ブロンズ製オブジェ）を設置する「水木しげるロード」の整備を決める。当初の目的は周辺地域の商店街への回帰であった。オブジェの製作にかかわる水木への著作料については無料とする協力も受けている。
このようにして、水木しげるロードは1993年（平成5年）7月18日、銅像23体の設置をもってオープンした。
当初は像の一部が壊され盗まれるなどといった事件が発生したものの、これらの騒動が全国規模で報道されたのがきっかけとなり県外での知名度が高まっていった。その後、徐々に像の数を増やしていき、1997年（平成9年）には目標であった80体が完成した。2005年（平成17年）には広く出資を募り、16体の寄贈を受けた。その後も2006年（平成18年）に120体、2010年（平成22年）には139体に達し、2012年（平成24年）にはスポンサー公募による11体と水木しげる記念館内に3体が新設されて合計153体に、2018年（平成30年）にはロード全体のリニューアルが行われて銅像は177体に、2024年（令和6年）には178体となった。
銅像が設置された1993年（平成5年）には2万1000人であった観光客数も、1994年（平成6年）には10倍以上の28万1000人に、1997年（平成9年）には38万344人と上がっていった。以後の一時期は横這いとなったものの、2003年（平成15年）の水木しげる記念館（後述）の開館、2005年（平成17年）に公開された映画『妖怪大戦争』のヒットなどによる妖怪ブームによって、来場客はさらに増加した。2007年（平成19年）には『ゲゲゲの鬼太郎』のテレビアニメシリーズ・第5期が新たに開始され、また、同作品の実写版映画『ゲゲゲの鬼太郎』（その1作目）が公開された影響もあり、同年8月にそれまで目標としていた「年間観光客数100万人」を突破。最終的に147万人が訪れ、鳥取砂丘を超える一大観光地となった。続いて2008年（平成20年）には172万人が訪れた。
2007年のゴールデンウィーク期間中には1日で5万8000人が来場し、想定していた観光客数を大幅に上回り、駐車場が不足するという事態も起きた。そのため、観光シーズンには駐車場の臨時増設などを行っているが、関係機関はJR境線などの公共交通機関での来場を呼びかけている。
2010年（平成22年）には、NHKの連続テレビ小説において『ゲゲゲの女房』（原作は水木しげるの夫人の武良布枝の自伝の同名作品）が放送され、人気を呼んだ。それとともに水木しげるロードを訪れる観光客も増加し、8月15日に観光客数は177万人を突破、過去最高の年間172万人（2008年）の記録を軽々と塗り替えたばかりか、それから一週間余りしかたっていない8月23日には悲願であった200万人の大台に乗った。11月中旬には映画版『ゲゲゲの女房』が公開されることから、集客数250万人を年間目標に掲げた境港市観光協会であったが、9月22日の時点で早くも達成し、3度目の上方修正を行って目標300万人とした。しかしこれも10月31日に達成し、12月5日には350万人を突破。年間観光客数は最終的に史上空前の370万人を達成した。これは、前年までの最高記録であった2008年の倍以上の数字である。これらの功績が評価され翌2011年1月に「第8回関西元気文化圏賞・特別賞」を、同年10月には「第3回観光庁長官表彰」を受賞した。
なお、境港から隠岐汽船（鬼太郎フェリー）で結ばれ、かつ、武良家の先祖のある隠岐の島町への「水木しげるロード」の延長も進められており、島にはすでに銅像10体が設置されている。

### 年表
- 1989年（平成元年）：「緑と文化のまちづくり」を推進する境港市が、各界の著名人の提言を受け、水木しげるロードの整備を決議。
- 1993年（平成5年）
  - 7月18日：銅像23体の設置をもって水木しげるロードがオープン[12]。
    - JR境線のラッピング車両「鬼太郎列車」（初代）も運行を開始。※以下、タイアップ事業については、「タイアップ事業」節も参照。

  - オープン間もない頃、銅像の一部が壊され、盗まれる事件が発生するも、事件報道が全国的知名度アップに繋がり、来場客数が急増する。
  - 初年の年間観光入込客数は2万1000人。
- 1994年（平成6年）：年間観光入込客数28万1000人。
- 1996年（平成8年）
  - 8月24日：水木しげるロード完成記念式典。
  - 記念館の建設が提唱されるも、その後、市の財政難が響いて凍結される。
- 1997年（平成9年）：当初の目標であった銅像80体設置を達成。年間観光入込客数38万344人。平成9年度手づくり郷土賞受賞[13]。
- 2003年（平成15年）
  - 3月8日：水木しげるの誕生日に、水木しげる記念館が開館。
  - この年、銅像の数は86体となる。
  - 水木しげるロードの整備主体であった境港市が米子市との合併を選択せず、単独存続を決議し、境港市によるハード部分の整備計画はいったん終了する[14]。これは、市に頼った整備の大幅な充実が以後は見込めなくなったという意味であり、関係者は水木しげるロードの魅力が年々薄れることに危機感を抱く[14]。このような経緯をもって、境港市観光協会、境港商店街連合会、水木しげるロード振興会、水木プロダクションの民間4団体は、「妖怪ブロンズ像設置委員会」を立ち上げた[14]。

- 2004年（平成16年）
  - 水木しげるの構想（明言は無いが、100体設置の意志ありとのこと）を後ろ盾として、妖怪ブロンズ像設置委員会が、水木しげるロードへの銅像100体設置を目標に掲げ、像に名前を刻む代わりに設置費（1体につき、最低100万円）を出してくれるスポンサー（寄贈者）を全国に向けて公募する[12][14][14]。この戦略は功を奏して全国の熱烈な水木ファンから申し込みが殺到し、募集開始から2か月足らずで目標達成の目星が付く[14]。
  - 12月27日：「美しい日本の歩きたくなるみち500選」に入選。
- 2005年（平成17年）
  - 3月中旬：公募によって寄贈された銅像十数体が設置される[15]。
  - 4月：第1回公募によって設置された銅像は3月分と合わせて16体となり、銅像の総数は102体となる[注 4][16]。この時、水木しげるロードに新設された銅像は、異獣、いそがし、枕返し、寒戸の婆、べとべとさん、龍、閻魔大王、算盤小僧、岩魚坊主、一つ目小僧、たんころりん、魔女の花子、蟹坊主、コロポックル、ひょうとく、サラリーマン山田[16]。
  - 8月28日：水木しげる記念館、開館からの入館者数が50万人を突破[17]。
  - 映画『妖怪大戦争』のヒットなどにより、妖怪ブームが到来。水木しげるロードは年間観光入込客数85万5000人を超える[1]。
- 2006年（平成18年）
  - 5月：水木しげるロード周辺商店街が「がんばる商店街77選」のうち「まちづくりと一体となった商業活動」部門に入選[1]。
  - 9月11日：境港郵便局の協力により、投函すると鬼太郎の消印で郵便が届く「妖怪ポスト」が水木しげる記念館内に設置される[18]。
  - 10月15日：水木しげる記念館前に120体目の銅像「山高帽姿の水木先生」（境港商工会議所の創立100周年記念制作）が新設される[19]。
- 2007年（平成19年）
  - 1月15日：妖怪街灯増殖推進委員会が組織され、妖怪をデザインした街灯群を境港に新設する「妖怪街灯増殖計画」が発表される[20]。妖怪街灯第1号は猫娘[20]。
  - 3月21日：「鬼太郎」「ねずみ男」「猫娘」「目玉おやじ」のJR境線「鬼太郎列車シリーズ」全4両が連結し、「妖怪大行進」イベントが行われる[21]。水木しげるロードでは観光客2千人と地域住民による妖怪仮装行列が行われる[21]。
  - 4月15日：水木しげる記念館、開館からの入館者数が80万人を突破[22]。
  - 11月5日：水木しげる記念館が、開館から約4年8ヶ月で入館者数100万人を突破[23]。
  - 『ゲゲゲの鬼太郎』のテレビアニメシリーズ・第5期の放送開始、および、同作品の実写版映画『ゲゲゲの鬼太郎』（その1作目）の公開があり、来場客増加。
  - ゴールデンウィーク期間中の1日観光客数5万8000人と想定を大きく上回り、駐車場が不足する事態となる。
  - 年間観光入込客数147万人を記録し、鳥取砂丘のそれを超える。
- 2008年（平成20年）
  - 4月5日：水木しげる記念館の中庭に、既存の「ねずみ男」「牛鬼」石像2体に加えて、陶器製の「鬼太郎」「猫娘」など数体が新設される[24]。
  - 水木しげるロードの年間観光入込客数172万人。水木しげる記念館の年間入館者数30万8058人[25]。
- 2009年（平成21年）10月11日：水木しげる記念館の年間入館者数が、過去最高であった前年の30万8058人を超える[25]。手づくり郷土賞大賞受賞[13]。
- 2010年（平成22年）
  - 3月8日：水木しげる記念館開館7周年記念のこの日、境港駅前に銅像「水木しげる夫妻」（135体目と136体目）が新設される[26]。
  - 3月29日：NHK連続テレビ小説『ゲゲゲの女房』、放送開始。本作はヒットし、水木しげるロードの来場客も増加。
  - 4月4日：隠岐の島町の「ロード延長プロジェクト実行委員会」により、水木しげるロードに銅像「隠岐へ向かう鬼太郎親子と水木しげる先生」（137- 139体目）が新設される[27]。
  - 4月8日：水木しげるロードの隠岐の島町への延長が「ロード延長プロジェクト実行委員会」によって進められ、隠岐島（隠岐の島町内）に8体の妖怪ブロンズ像が設置され、すでに設置されていたものと合わせて10体となる[27]。
  - 8月15日時点で年間観光入込客数が177万人を突破し、同月23日には200万人[9]、10月31日には300万人を超える。
  - 11月20日：映画『ゲゲゲの女房』の公開。
  - この年は、水木しげるが文化功労者に選ばれる、新語・流行語大賞の年間大賞に「ゲゲゲの〜」のフレーズが選定されるなど話題に事欠かず、水木しげるロードの年間観光入込客数は約372万4千人、水木しげる記念館の年間入館者数も約41万1千人と、共に過去最高を記録した（2011年1月6日発表）[10][28]
- 2011年（平成23年）
  - 1月20日：「水木しげるロードの妖怪たちと地元関係者」が第8回関西元気文化圏賞・特別賞を受賞[29]。
  - 2月4日：前年3月8日に境港駅前に設置されたものとほぼ同じデザインの銅像「水木しげる夫妻」が、鳥取県庁前に設置される[30]。
  - ゴールデンウィーク：この年より、水木しげるロード内にある「河童の泉」でライトアップが始まる[31]。
  - 8月18日時点で水木しげるロードの年間観光入込客数が200万人を突破[32]。
  - 10月3日：境港市と境港市観光協会会長の桝田知身が第3回観光庁長官表彰を受賞[33]。
  - 11月1日：境港駅前に「妖怪トーテムポール」が設置される[34]。
  - 11月23日：年間入込客数が2年連続で300万人を突破[35]。
  - 2011年の水木しげるロード入込客数は322万1428人（2012年1月4日発表）[36]。
- 2012年（平成24年）
  - 3月8日：水木しげる記念館リニューアル。
  - 5月4日：水木しげるロードの累計入込客数が2000万人を突破。同月20日に記念セレモニー[37]。
  - 8月1日：みなとさかい交流館に巨大イラストボードが設置される[38]。
  - 11月26日：水木しげる記念館の中庭に「鬼太郎の家」（家の中に「鬼太郎」、「目玉おやじ」、「ねずみ男」）の銅像が新設される[39]。
  - 12月26日：水木しげるロードに11体の銅像が新設される。先月設置された水木しげる記念館内の3体を含め銅像は153体となる[40]。
  - 2012年の水木しげるロード入込客数は270万5156人（2013年1月1日発表）[41][42]。
- 2013年（平成25年）
  - 1月27日：「ゲゲゲの大行進」が日曜と祝日の恒例イベントとして開始[43]。
  - 1月31日：水木しげるロード中間地点に「鬼太郎案内看板」が設置される[44]。
  - 水木しげるロード誕生20周年。
    - 3月10日：水木しげるロード誕生祭[45]、7月21日：記念式典[46]、8月29日：記念碑の建立[47]、12月29日：大感謝祭[48]

  - 水木しげる記念館開館10周年。
  - 2013年の水木しげるロード入込客数は283万6529人（2014年1月2日発表）[42][49]。
- 2014年（平成26年）
  - 2月11日：水木しげるロードの累計入込客数が2500万人を突破。同年3月8日に記念セレモニー[50]。
  - 3月8日：撮影スポット「妖怪お休み処 砂かけ屋」がオープン[51]。
  - 7月15日：水木しげるロードを案内する妖怪の看板が鳥取県道に設置される[52]。
  - 12月20日：水木しげる記念館の累計入館者数が300万人を突破[53]。
  - 2014年の水木しげるロード入込客数は231万9537人（2015年1月5日発表）[54]。
- 2015年（平成27年）
  - 11月21日：水木しげるロードのリニューアルに向けた社会実験が始まり、各種イベントなどが開催される[55]。
  - 11月30日：水木しげる死去。翌日から水木しげる記念館に献花台と記帳台が設置される[56]。
  - 12月29日：水木しげるの追悼写真展「水木しげるメモリーズin境港」が水木しげる記念館で始まる[57]。
  - 2015年の水木しげるロード入込客数は197万1949人（2016年1月5日発表）[58]。
- 2016年（平成28年）
  - 5月20日：水木しげるロードの累計入込客数が3000万人を突破。同年6月4日に記念式典が開かれた[59]。
  - 11月1日：新たに設置するブロンズ像18体のスポンサー公募が始まる[60]。
  - 2016年の水木しげるロード入込客数は214万5545人（2017年1月5日発表）[61]。
- 2017年（平成29年）
  - 4月23日：水木しげるロードに新たに設置される18体の銅像が披露される。一般公開は6月20日から開始[62]。
  - 5月7日：水木しげるロードのリニューアル工事開始に伴い安全祈願祭が行われた[63]。
  - 7月14日：「バックベアード」、「女夜叉」、「吸血鬼エリート」の銅像3体が設置される[64]。ロード全体の銅像は174体となる。
  - 7月18日：リニューアル工事期間中に移設された銅像を集めた特別展示「世界妖怪会議」が開幕[65]。
  - 8月9日：水木しげる記念館の累計入館者数が350万人を突破[66]。
  - 8月26日：一般社団法人アニメツーリズム協会の「訪れてみたい日本のアニメ聖地88（2018年版）」の一つに選定される[4]。
  - 2017年の水木しげるロード入込客数は204万1235人[67]
- 2018年（平成30年）
  - 3月8日：水木しげる記念館開館15周年[68]。
  - 7月：鳥取県がアニメ『ゲゲゲの鬼太郎』の番組スポンサーを務め、番組内で水木しげるロードのCMが放送される[69]。
  - 7月14日：水木しげるロードリニューアルオープン。銅像が追加・再配置され、合計177体となる。同日に完成記念パレードや式典、『ゲゲゲの鬼太郎』の出演声優によるトークショーなどが開催された[70][5]。
  - 2018年の水木しげるロード入込客数は274万3674人（2019年1月4日発表）[71]
- 2019年（令和元年）
  - 5月24日：水木しげるロードの夜間演出照明が第17回照明デザイン賞の最優秀賞を受賞[72][73]。
  - 9月12日：水木しげる記念館の累計入館者数が400万人を突破[74]。
  - 2019年の水木しげるロード入込客数は300万9195人（2020年1月14日発表）[75]
- 2020年（令和2年）
  - 12月6日：水木しげるロードの累計入込客数が4000万人を突破[注 5]。同27日に記念式典が開かれた[76]。
  - 2020年の水木しげるロード入込客数は96万5734人（2021年1月19日発表）[77]。新型コロナウイルス感染症の影響により14年ぶりに100万人を下回り、水木しげる記念館の入館者数も9万人余りと初めて10万人を割り込んだ[78]。
- 2021年（令和3年）
  - 5月21日：東京オリンピックの聖火リレーが水木しげるロードで行われた[79]。
  - 2021年の水木しげるロード入込客数は73万6893人[77]。新型コロナウイルスの感染拡大が続いた影響で、前年より2割以上減少となった[80]。
- 2022年（令和4年）
  - 1月16日：水木しげる記念館前庭にて「水木しげる生誕100周年お祝いタペストリー」が展示される[81]。
  - 3月6日：「生誕100年 水木しげる生誕祭」が開催される[82]。
  - 2022年の水木しげるロード入込客数は101万4754人[77]。コロナ禍の行動制限緩和が追い風となり、3年振りに100万人を突破。ゴールデンウィークや夏休みは前年のおよそ200%に達した[83]。
- 2023年（令和5年）
  - 3月9日：水木しげる記念館がリニューアル工事のため約1年間休館。セレモニーが行われた[84]。
  - 10月12日：水木しげるロードが30周年を迎え、松ヶ枝町商店街で記念碑の除幕式行われた[85]。
  - 2023年の水木しげるロード入込客数は151万9151人[77]。米子空港の「ソウル線」再開や、映画『鬼太郎誕生 ゲゲゲの謎』の公開が追い風となり、4年振りに150万人を突破した[86]。
- 2024年（令和6年）
  - 1月21日：市民交流センターみなとテラスにて、水木しげるロード30周年記念イベントが開催された[87]。
  - 4月2日：境港駅前に遊具や休憩スペースを備えた「ゲゲゲの広場」がオープンした[88]。
  - 4月16日：みなとさかい交流館に鬼太郎のデザインを施した「妖怪コインロッカー」が設置される[89]。7月17日には「河童の三平」のロッカーも追加された[90]。
  - 4月20日：建て替え工事のため休館していた水木しげる記念館がリニューアルオープンした[91]。
  - 4月25日：「クタベ」の銅像が追加され、総数が178体となる[8]。
  - 9月25日：水木しげる記念館の累計入館者数が450万人を突破[92]
  - 2024年の水木しげるロード入込客数は201万6379人[93]。入込客数が200万人を超えるのは5年振りとなる[94]。

## 地域の構造と設備

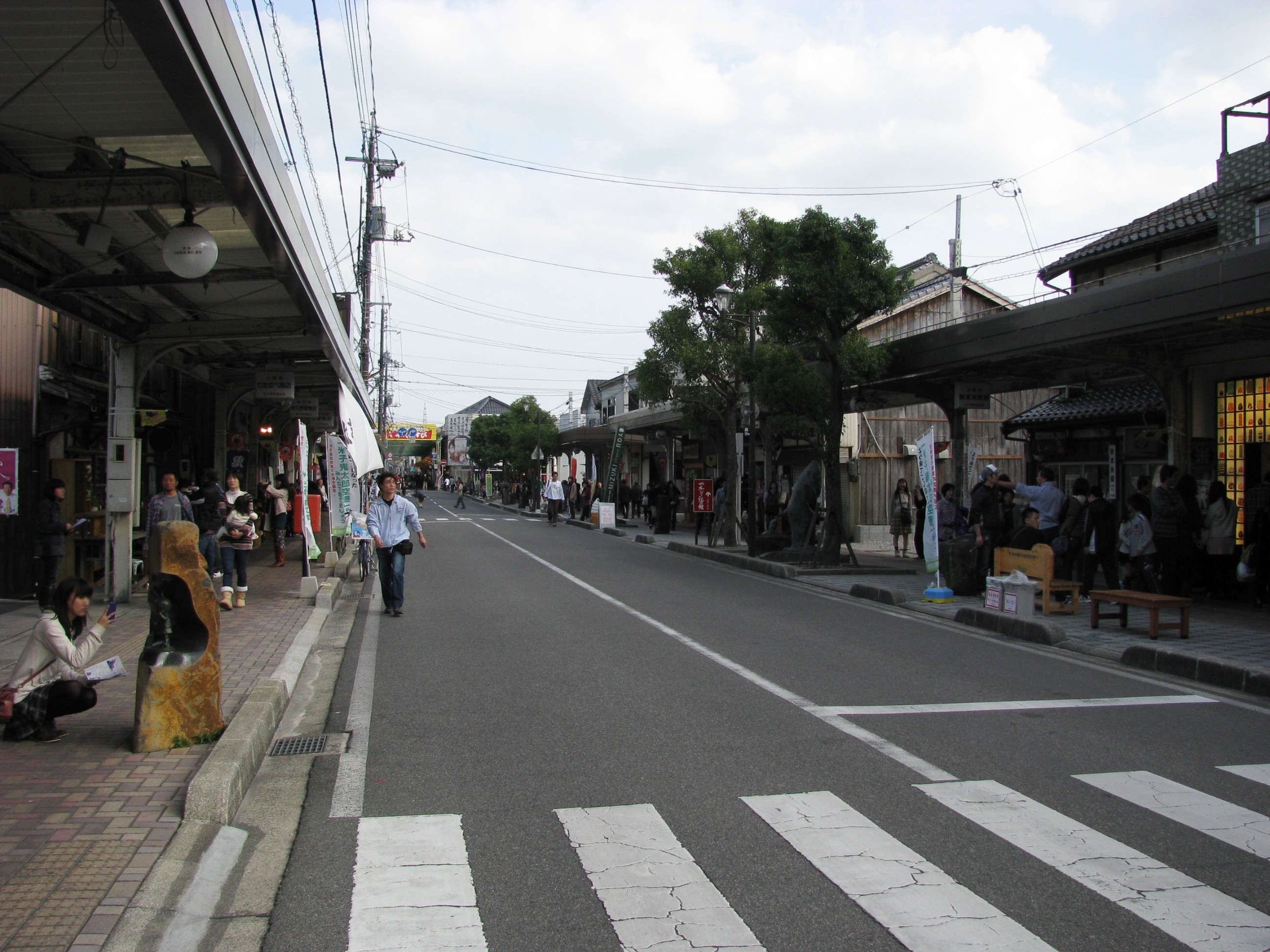
水木しげるロード
2010年11月撮影。

### 地域の構造
通りの愛称
- ゲゲゲすじ
- サラリーマンすじ
- カランコロン通り
- しげるさん通り

- もくもくれん通り
- おやじ通り
- べとべとさん通り
- なんじゃもんじゃ通り

### 水木しげる記念館

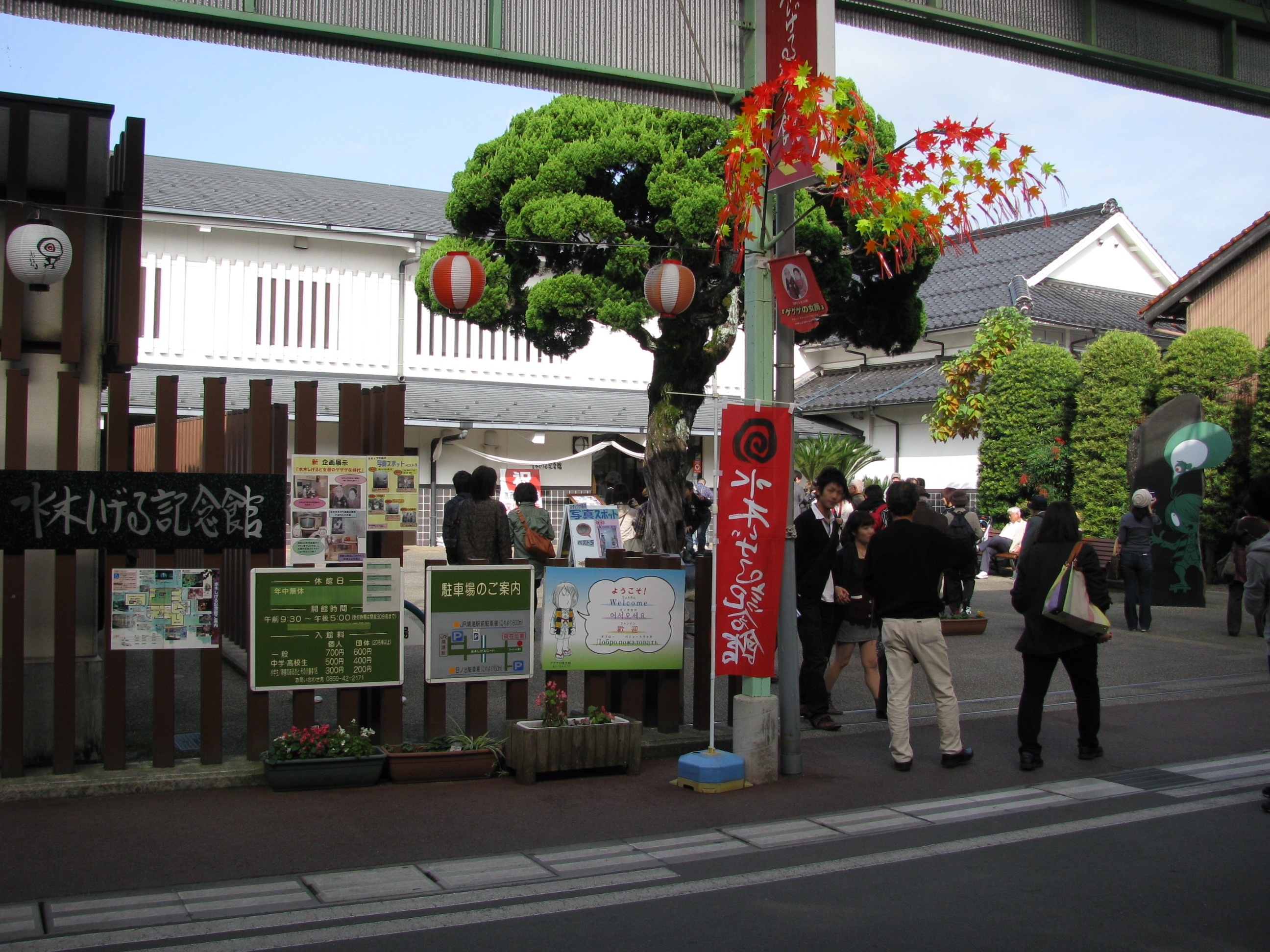
水木しげる記念館の入り口付近
2010年11月撮影。

当館は水木しげるの画業および関連事業の集大成として、水木自身が世界中から集めた妖怪関連のコレクションや独自に制作したオブジェの展示などを中心に、水木しげると妖怪の世界を展示・紹介する博物記念館である。水木しげるロードの最終地点であり、ゴールデンウィークや夏休み期間中は観光客で長蛇の列ができる。
当初は1996年（平成8年）に記念館の創設が提唱され、1999年（平成11年）4月のオープンを目指したが、境港市の財政難が響いて凍結される結果となった。しかしその後、水木しげるロードの集客力が当初の予想を大きく上回る規模となり、観光客数の劇的な増加に対応すべく、係る観光地域の中核を成す記念館の必要性が強まった。そうして2003年（平成15年）3月8日、水木しげるの誕生日をもって水木しげる記念館が本町アーケード内にて開館する。初日の来館者数は1,747人であった。2012年（平成24年）3月8日、オープン以来初めて館内がリニューアルされ、新たな展示物などが追加された。2018年（平成30年）の開館15周年記念リニューアルでは、「ゲゲゲの食卓」コーナーが「企画展示室」に変わり、アニメ『ゲゲゲの鬼太郎』展が開催された。2024年（令和6年）には1年間の建て替え工事を経てリニューアルオープンし、施設の延べ床面積は以前の1.5倍となった。開館以来、入館者は450万人に達した（2024年9月25日現在）。

#### 展示物
- 第1章 境港のしげる少年
- 第2章 水木しげると戦争
- 第3章 そして漫画家に
- 第4章 水木しげるが描いた妖怪たち
- 第5章 水木しげるの漫画ワール
- 第6章 水木しげるの言葉
- 企画展

#### 利用案内
開館時間
- 午前9時30分から午後5時（入館受付は閉館30分前まで）
- 年中無休

入館料
- 一般 - 前売券：900円、当日券：1000円
- 中高生 - 前売券：400円、当日券：500円
- 小学生 - 前売券：200円、当日券：300円
- 障がい者 - 前売券：200円、当日券：300円
- 20名以上の団体は前売券と同額

音声ガイド
- スマートフォンによる音声ガイドが無料で利用可能（日本語、英語、中国語、台湾語、韓国語）

### 銅像
境港市観光協会、境港商店街連合会、水木しげるロード振興会、水木プロダクションの民間4団体が組織する「妖怪ブロンズ像設置委員会」が、制作・運用・管理に当たる。公式が「妖怪ブロンズ像」もしくは「妖怪立体ブロンズ」と呼ぶオブジェは、妖怪を始めとして、神（死神、閻魔、倉ぼっこなど）、悪魔（メフィスト）、架空の人物（河童の三平、悪魔くん、サラリーマン山田）や動物（龍）、実在の人物（水木しげる・武良布枝夫妻）などをモチーフとした、多種多様なブロンズ像（銅像）群である。像高は、人が見上げるほどには高くないものが大半で、ごく小さな妖怪像が御影石で出来た大きな台座に乗っている形の物も多い。
ただし、妖怪の像の台座にされている石の中には、島根県の八雲山付近で採石された長黒石と呼ばれる安山岩を使用した事例も見られる。
像の大半は境港市による整備計画の下で設置されたものであるが、計画がいったん終了してしまった2003年（平成15年。cf. 2003, 2004）を機に妖怪ブロンズ像設置委員会が立ち上げられ、委員会は像の新設のため、寄贈者（スポンサー）の公募を始めた。この場合、1体の制作・設置費用は一式で最低100万円（当時）であった。全国の熱烈な水木ファンがこぞって寄贈者となったこの時期に設置された像は16体を数える。
1作品を1体と数えることはせず、1キャラクターを1体と数えてナンバリングするため、例えば、目玉おやじを乗せた鬼太郎の像は1体ではなく2体、2点としてナンバリングされる。また、「1キャラクター= 1体」は「妖怪1体= 像1体」ではなく、例えば、2体で1作品のキジムナーなどは1体・1点としてナンバリングされている。
銅像は2018年のリニューアルで177体となり、「水木マンガの世界」「森にすむ妖怪たち」「神仏・吉凶を司る妖怪たち」「身近なところにひそむ妖怪たち」「家に棲む妖怪たち」の5テーマに沿って再配置された。また、2024年には6年ぶりに新たな銅像が追加され、総数は178体なった。

#### 銅像の一覧

鬼太郎ポスト（5-6番）

鬼太郎
（26番）

鬼太郎のゲタ（25番）

2025年1月時点における銅像の全リストをここに示す。
詳細は外部リンクの「水木しげるロードMAP」を参照
銅像の名前の後ろに付けた略号「*」は、該当する銅像の画像がリンク先のページに存在することを示す。
水木マンガの世界（1〜51）
- 1. 2. 3. 4 水木しげる先生執筆中
（机に向かう壮年期の水木と、それを見守る鬼太郎・目玉おやじ・ねずみ男）
- 5. 6 鬼太郎ポスト
- 7. 8. 9 河童の三平とタヌキ・カッパ *
- 10 死神 *
- 11 吸血鬼エリート
- 12. 13 鬼太郎と目玉おやじ
- 14 女夜叉
- 15 バックベアード
- 16 アササボンサン
- 17 水木しげる氏顕彰像[注 6]
- 18 魔女の花子（『河童の三平』に登場） [注 7]
- 19 大海獣（ゲゲゲの鬼太郎）
- 20 姑獲鳥 *
- 21 のっぺらぼう *
- 22 丸毛 *
- 23 だるま
- 24 ねずみ男（等身大、握手を求める立ち姿 *）
- 25 鬼太郎のゲタ
- 26 鬼太郎
- 27 目玉おやじ（茶碗に立つ目玉おやじ *）
- 28 鬼太郎（小便小僧、河童の泉）
- 29 カッパ（河童の泉）
- 30 タヌキ（河童の泉）
- 31 河童の三平（河童の泉）
- 32 悪魔くん（松下一郎、河童の泉）
- 33 小豆洗い（河童の泉）*
- 34 さざえ鬼（河童の泉）*
- 35 岸涯小僧（河童の泉）*
- 36 ねずみ男（河童の泉）
- 37. 38. 39 隠岐へ向かう鬼太郎親子と水木しげる先生 [注 8]
- 40 ムーラちゃん（『おばけのムーラちゃん』の主人公）
- 41 テレビくん（『テレビくん』の主人公）
- 42. 43 ゲゲゲの鬼太郎の塔（鬼太郎と目玉おやじ）
- 44 コケカキイキイ（同名の漫画に登場する生物 *）
- 45 サラリーマン山田（水木漫画に登場する小市民 *）[注 9]
- 46 フーシギくん（『フーシギくん』の主人公）
- 47 悪魔くん（埋れ木真吾）
- 48 メフィスト二世
- 49. 50 魔法陣の悪魔くん（山田真吾）とメフィスト *
- 51 家獣（最新版悪魔くん）*

森にすむ妖怪たち（52〜58）
- 52 つるべおとし *
- 53 竹切狸 [注 10]*
- 54 砂かけ婆（砂掛婆）*
- 55 コロポックル [注 11]*
- 56 手の目 *
- 57 さがり [注 10]*
- 58 キジムナー *

神仏・吉凶を司る妖怪たち（59〜79）
- 59 貧乏神 *
- 60 たにぐく *
- 61 八岐大蛇 *
- 62 大元神 *
- 63 アマメハギ
- 64 隠神刑部狸 *
- 65 田の神
- 66 くだん *
- 67 クサビラ神
- 68 龍 [注 11]*
- 69 土用坊主
- 70 金霊 *
- 71 夜行さん *
- 72 クタベ
- 73 座敷童子 *
- 74 閻魔大王 [注 11]
- 75 井戸の神 *
- 76 シーサー *
- 77. 77 麒麟獅子と猩猩 *
- 79 方相氏 [注 10]

身近なところにひそむ妖怪たち（80〜149）
- 80 川赤子 *
- 81 濡れ女 *
- 82. 83 鬼太郎と目玉おやじ *
- 84 小豆洗い *
- 85 ガラッパ *
- 86 蟹坊主 [注 11]*
- 87 かみきり *
- 88 一反木綿 *
- 89 袖引小僧 *
- 90 豆腐小僧 *
- 91 すねこすり *
- 92 カシャボ *
- 93 べとべとさん [注 11]*
- 94 がしゃどくろ *
- 95 朱の盆 *
- 96 山童 *
- 97 雷獣 *
- 98 やまびこ *
- 99 山爺
- 100 土ころび *
- 101 ねこ娘 *
- 102 海坊主 *
- 103 石見の牛鬼 *
- 104 浪小僧 *
- 105 ぬりかべ（塗壁）*
- 106 足長手長 *
- 107 川うその化け物 *
- 108 ぬらりひょん *
- 109 輪入道 *
- 110 たんころりん [注 11]*
- 111 口裂け女 *
- 112 ぬっぺっぽう *
- 113 一つ目小僧 [注 11]*
- 114 大かむろ *
- 115 お歯黒べったり *
- 116 提灯小僧 *
- 117 鉄鼠 *
- 118 高女 *
- 119 すっぽんの幽霊
- 120 鍛冶媼 *
- 121 うわん *
- 122 青女房 *
- 123 百々爺 *
- 124 火取魔
- 125 ケンモン
- 126 針女 *
- 127 水虎
- 128 海女房 *
- 129 異獣 [注 11]*
- 130 雪女 *
- 131 こなき爺（子泣き爺）
- 132 油すまし *
- 133 木の葉天狗 *
- 134 山𤢖 *
- 135 見上入道 *
- 136 寒戸の婆 [注 11]*
- 137 豆狸 *
- 138 泥田坊 *
- 139 畳叩き *
- 140 雨ふり小僧 *
- 141 算盤小僧 [注 11]*
- 142 エンコウ
- 143 岩魚坊主 [注 11]*
- 144 ねずみ男 *
- 145. 146 水木しげる夫妻 [注 12]
- 147 カワエロ
- 148 河童 *
- 149 川猿 *

家に棲む妖怪たち（150〜178）
- 150 ばけぞうり *
- 151 二口女
- 152 傘化け *
- 153 あかなめ *
- 154 瀬戸大将
- 155 枕返し [注 11]*
- 156 三味長老
- 157 ろくろ首 *
- 158 毛羽毛現 *
- 159 白うねり *
- 160 網切り *
- 161 ばく *
- 162. 163 百目・小豆はかり *
- 164. 165 のんのんばあとオレ *
- 166. 167. 168 鬼太郎の家（鬼太郎・目玉おやじ・ねずみ男）
- 169. 170 山高帽の水木先生 [注 13]
- 171. 172 鬼太郎（赤子）とお父さん
- 173 猫又 *
- 174 倉ぼっこ *
- 175 家鳴り *
- 176 ひょうとく [注 11]
- 177 天井なめ *
- 178 いそがし [注 11]*

### 銅像以外のオブジェや展示物
ブロンズ製レリーフ（妖怪レリーフブロンズ）5基、絵タイル（妖怪絵タイル）8枚が設置されている。
レリーフ
- 海からこんにちは
- 世界妖怪会議
- 妖怪学校
- 鬼太郎の音楽会
- カッパ穴

## 探訪

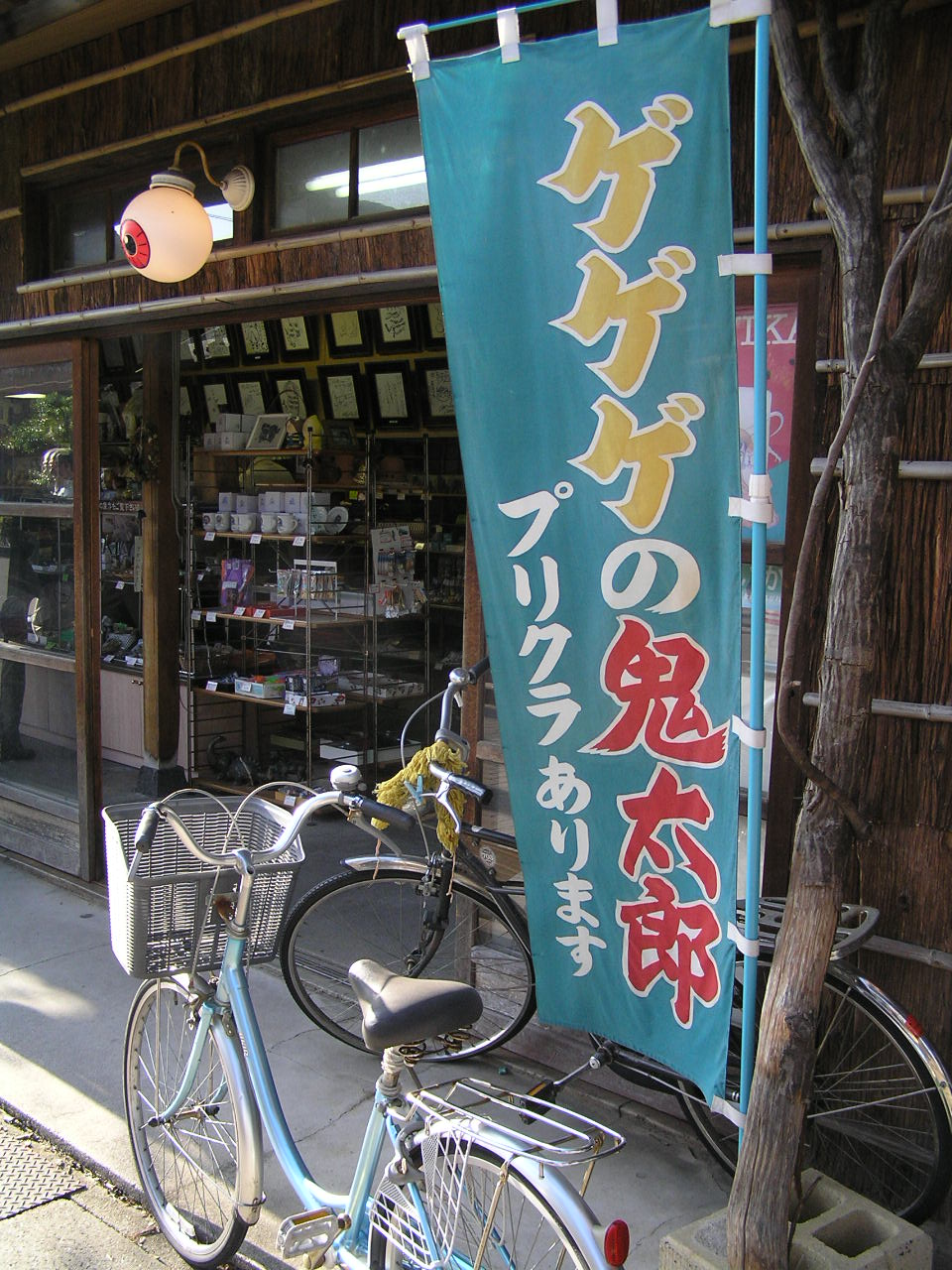
水木しげるロード内の一店舗、野々村電機工業。目玉おやじの電灯が掲げられている。
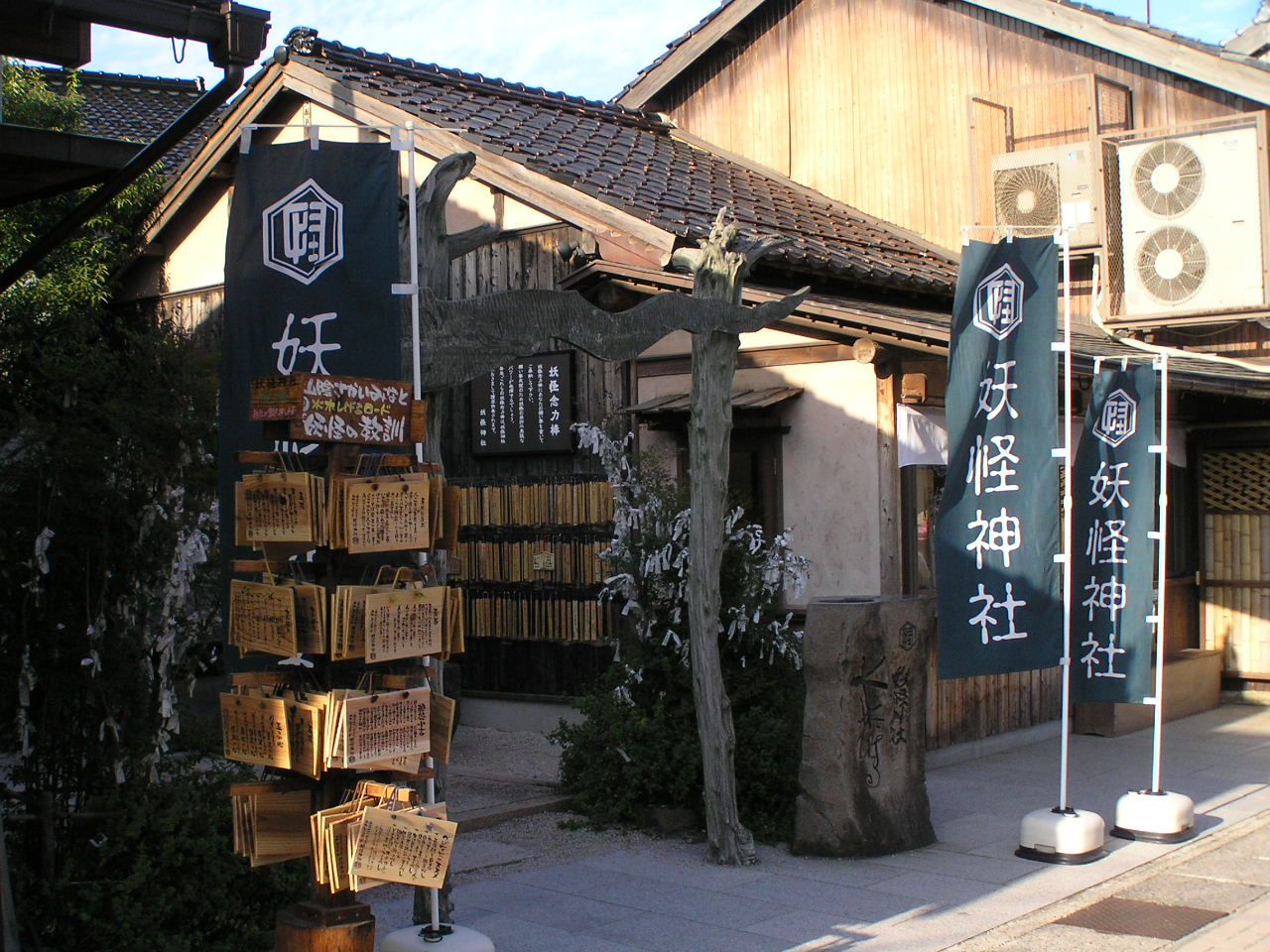
妖怪神社
境港海陸運送の鬼太郎妖怪倉庫。ゲゲゲすじ沿いに所在する。
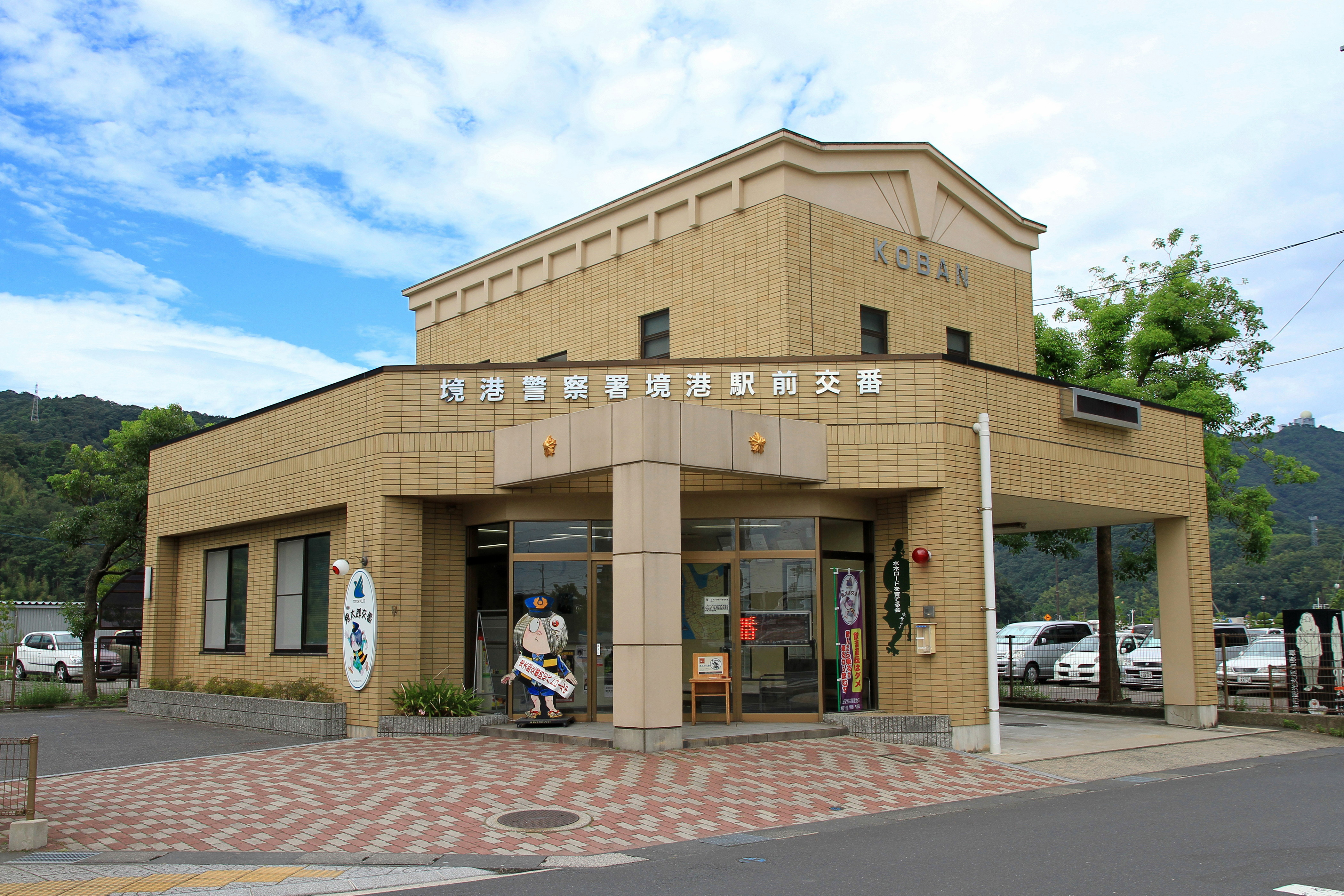
境港警察署 境港駅前交番（愛称：鬼太郎交番）
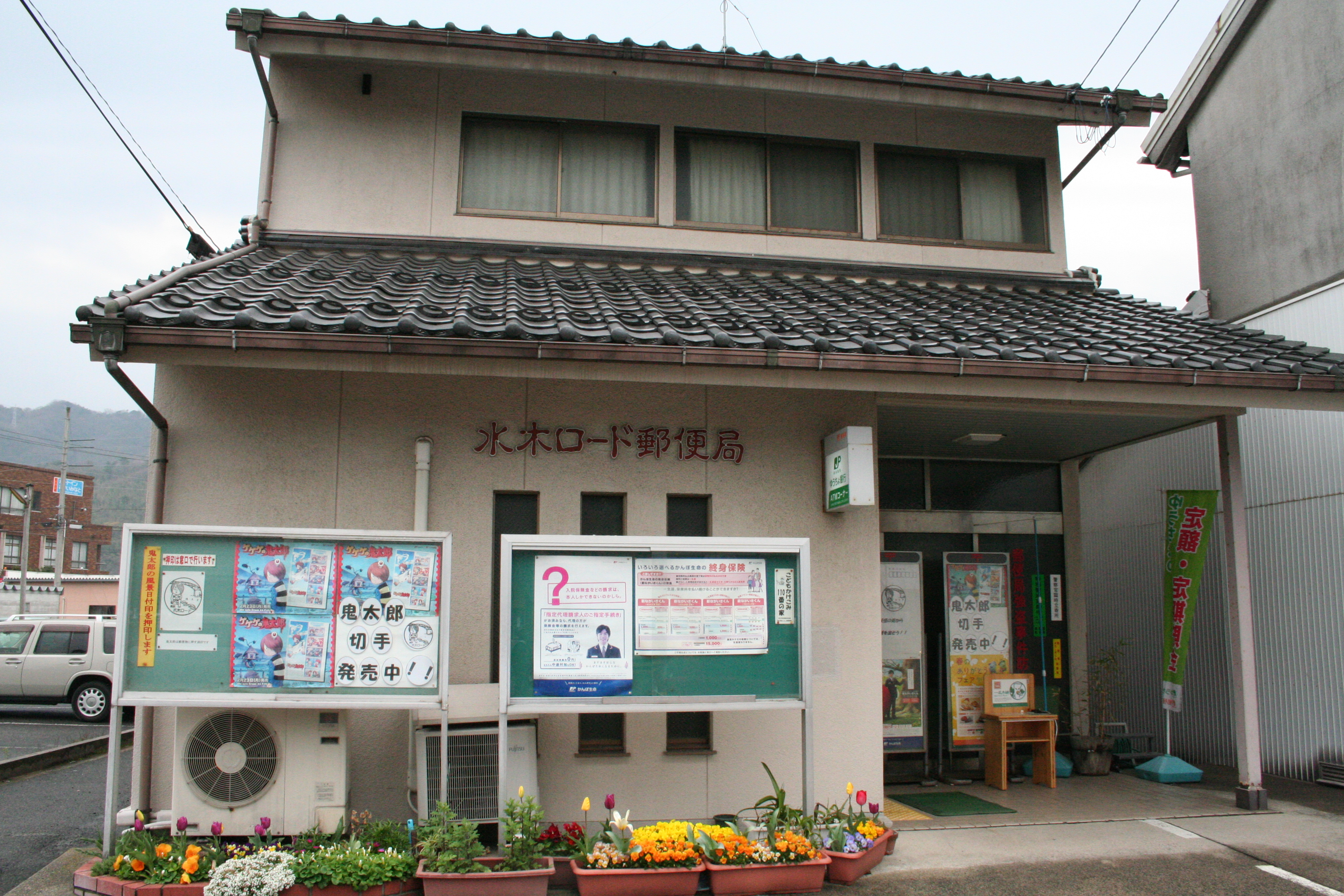
水木ロード郵便局
ゲゲゲの妖怪楽園（水木しげる記念館に隣接したプチ・テーマパーク）

## タイアップ事業
- 1993年（平成5年）

JR西日本・境線が、ラッピング車両「鬼太郎列車」（初代）の運行を開始。2010年（平成22年）現在は「新・鬼太郎列車」（4代目鬼太郎列車）、「ねずみ男列車」、「ねこ娘列車」、「目玉おやじ列車」 が運行中。
鬼太郎列車の歴史と現行列車についての詳細は「境線#歴史」を参照のこと。
- 1996年（平成8年）

日本交通が高速バス「キャメル号・鬼太郎バス」（ラッピング車両）を運行。
- 2000年（平成12年）

アイズ（民間の町づくり会社）が水木しげるロード内に「妖怪神社」を建立（同年１月1日午前0時に落成入魂）。
- 2001年（平成13年）

6月1日、水木しげるロード内に所在する「境港大正郵便局」を「水木ロード郵便局」に局名改称する。
- 2002年（平成14年）

境港市が住民票および印鑑証明書の偽造防止用透かしの図案に水木しげるの妖怪キャラクターを採用。
- 2005年（平成17年）

JR西日本が境線の全駅に妖怪の名前の愛称を付ける。詳しくは「境線#駅一覧」を参照のこと。
- 2006年（平成18年）

1月19日、隠岐汽船の「鬼太郎フェリー」が就航。
2月19日にはJR境線が「ねずみ男列車」の運行を開始。
鳥取県警察が、境港警察署境港駅前交番の愛称を「鬼太郎交番」とする。
- 2008年（平成20年）

航空自衛隊が美保基地50周年記念事業として、C-1戦術輸送機とYS-11人員輸送機、および、T-400型練習機に、鬼太郎と一反木綿の図案を入れる。
- 2010年（平成22年）

4月26日、米子空港が愛称「米子鬼太郎空港」の使用を開始。空港到着時の機内アナウンスもこの愛称で呼ばれ始める。

## 交通アクセス
鉄道路線
- ■JR西日本 ■境港駅を降りてすぐ。

自動車道路
- 名神高速道路・山陽自動車道・中国自動車道などからは、米子自動車道を経由して米子ICで下り、国道431号線を北上して境港市に入る。
- 国道9号・国道180号・国道181号・国道313号・国道431号・国道432号などからは、米子市を目指し、米子市から外浜産業道路（国道431号線、もしくは、内浜産業道路（鳥取県道47号米子境港線）を境港方面へ。

cf. 道路交通・全国からのアクセスガイド - 境港市観光協会（公式ウェブサイト）

## 受賞・表彰歴
- 2004年（平成16年） 美しい日本の歩きたくなるみち500選
- 2006年（平成18年） がんばる商店街77選
- 2011年（平成23年）
  - 第8回関西元気文化圏賞 特別賞[29]
  - 第3回観光庁長官表彰[33]
- 2016年（平成28年） 第15回3D･VRシミュレーションコンテスト オン・クラウド グランプリ[103]
- 2017年（平成29年） 訪れてみたい日本のアニメ聖地88[4]
- 2018年（平成30年） 第13回まち交大賞 創意工夫大賞[104]
- 2019年（令和元年） 第17回照明デザイン賞 最優秀賞[72]